# Walter Nahún López
Walter Nahún López Cárdenas (1 de setembro de 1977 - 9 de agosto de 2015) foi um futebolista profissional hondurenho que atuava como defensor.

## Carreira
Walter Nahún López fez parte do elenco da Seleção Hondurenha de Futebol nas Olimpíadas de 2000.